# Кръгла църква
 Тази статия е за кръглите църкви, наричани „ротонди“.  За църквата в Малта вижте Ротонда, Моста.  За градчето в Италия вижте Ротонда (Италия).
Кръгла църква, често наричана с по-широкото понятие ротонда, е архитектурен вид църква.
Представлява кръгъл или (по-рядко) многоъгълен храм. Предполага се, че този тип църкви датира от времето, когато е имало обособени храмове (баптистерии), където е извършвано кръщението (баптизъм).
Най-известната в света е църквата „Възкресение Христово“ над Божи гроб в Йерусалим, а в България е ротондата „Свети Георги“ в центъра на София (зад Президентството).